# Сиригу, Сальваторе
Сальвато́ре Си́ригу (итал. Salvatore Sirigu; род. 12 января 1987, Нуоро, Сардиния) — итальянский футболист, вратарь клуба «Палермо». Чемпион Европы 2020.

## Карьера

### Клубная
Сальваторе Сиригу начал карьеру в молодёжных командах «Росада» и «Синискола», откуда перешёл в другой молодёжный клуб, «Пури и Форти». В 2002 году Сиригу прошёл просмотр в «Кальяри», но уже через одну неделю он был «забракован». В том же году он прошёл просмотр в «Венеции», и остался в клубе до 2005 года, выступая за молодёжный состав команды. 22 августа 2004 года после матча Кубка Италии против «Триестины» (0:1) в крови Сиригу был обнаружен тестостерон-эпитестостерон со значением 6, при норме в одну единицу, за это голкипер мог быть дисквалифицирован на 8 месяцев, чего однако не случилось из-за анализа его генетического строения тела.
В 2005 году Сиригу перешёл в «Палермо», став основным вратарём молодёжного состава команды и третьим голкипером основы клуба. 8 ноября 2006 года он дебютировал в составе «росонеро» в матче Кубка Италии с «Сампдорией» (1:0). 23 ноября того же года он вышел в матче Кубка УЕФА с клубом «Фенербахче», в котором пропустил первые 3 гола в основном составе команды; турецкий клуб победил 3:0. В том же году он вышел с Примаверой «Палермо» в полуфинал национального чемпионата, при этом, его команда пропустила меньше всех голов среди всех участников первенства Италии.
В июле 2007 года Сиригу был арендован клубом серии С1, «Кремонезе». В составе кремонского клуба он провёл 19 матчей и пропустил 22 гола, а также в плей-офф на выход в серию В провёл 3 игры в которой его ворота поражали 4 раза. В сезоне 2008/09 Сиригу выступал за «Анкону», за которую провёл 15 игр и пропустил в них 24 гола.
В 2009 году Сиригу вернулся в «Палермо» на роль сменщика основного вратаря команды Рубиньо. После нескольких неудачных матчей бразильца в состав был поставлен Сиригу. Он дебютировал в серии А в матче с «Лацио» (1:1), несколько раз выручив свою команду. В следующей игре с «Ювентусом» (2:0) он выступил безошибочно. После этих матчей Сиригу твёрдо стал голкипером номер один в команде и продлил контракт с клубом до 2015 года с ежегодной заработной платой в 135 тыс. евро.
В июне 2011 года Сиригу выразил желание остаться в составе «Палермо».
28 июля 2011 года игрок подписал контракт с французским клубом «Пари Сен-Жермен» сроком на 4 года. 27 июня 2017 года расторг контракт с «Пари Сен-Жермен» по обоюдному согласию.
В августе 2016 года «Севилья» на год арендовала Сальваторе Сиригу.
27 июня 2017 года подписал контракт с «Торино».
3 августа 2021 года Сиригу присоединился к «Дженоа», заявив, что его цель попасть в состав сборной Италии для участия в Чемпионате мира по футболу 2022 года . После того как «Дженоа» вылетел в Серию B, Сиригу летом 2022 года перешел бесплатно в «Наполи», где не сыграл ни одной игры. Зимой 2023 года перешёл в «Фиорентину»

### Международная
Сиригу выступал за молодёжные сборные различных возрастов. 1 июня 2007 года он дебютировал в составе сборной до 21 года в игре с Албанией, в которой итальянцы победили 4:0. 21 августа того же года он пропустил первый мяч за молодёжную сборную в игре с Францией (2:1). Сиригу был кандидатом на поездку на Олимпиаду 2008, но в заявку не попал. В 2009 году он был участником молодёжного чемпионата Европы, но на поле не выходил.
28 февраля 2010 года Сиригу был вызван в состав первой сборной Италии на матч с Камеруном. Всю игру он провёл на скамье запасных.
Первый матч за национальную сборную сыграл 10 августа 2010 года против Кот-д’Ивуара (0:1).
Сиригу сыграл один матч (вышел на замену на 89 минуте матча Италия-Уэльс) на чемпионате Европы 2020 года, который итальянцы выиграли.

## Достижения

### Командные
«ПСЖ»
- Чемпион Франции: 2013, 2014, 2015, 2016
- Обладатель Суперкубка Франции: 2013, 2014, 2015
- Обладатель Кубка французской лиги: 2014, 2015, 2016
- Обладатель Кубка Франции: 2014/15, 2015/16

Сборная Италии
- Чемпион Европы: 2020
- Вице-чемпион Европы: 2012
- Бронзовый призёр Кубка конфедераций: 2013

### Личные
- Вратарь года Лиги 1: 2013, 2014

## Государственные награды
- Кавалер ордена «За заслуги перед Итальянской Республикой» (16 июля 2021) — в знак признания спортивных ценностей и национального духа, которые вдохновили итальянскую команду на победу на чемпионате Европы по футболу 2020[24][25]

## Статистика выступлений

### Клубная статистика
| Выступление      | Выступление      | Выступление      | Лига | Лига | Кубки | Кубки | Еврокубки | Еврокубки | Прочее | Прочее | Итого | Итого |
| Клуб             | Лига             | Сезон            | Игры | Голы | Игры  | Голы  | Игры      | Голы      | Игры   | Голы   | Игры  | Голы  |
| ---------------- | ---------------- | ---------------- | ---- | ---- | ----- | ----- | --------- | --------- | ------ | ------ | ----- | ----- |
| Палермо          | Серия A          | 2006/07          | 0    | 0    | 1     | -1    | 1         | -3        | —      | —      | 2     | -4    |
| Палермо          | Итого            | Итого            | 0    | 0    | 1     | -1    | 1         | -3        | —      | —      | 2     | -4    |
| → Кремонезе      | Серия С          | 2007/08          | 19   | -22  | 2     | -2    | 0         | 0         | —      | —      | 21    | -24   |
| → Кремонезе      | Итого            | Итого            | 19   | -22  | 2     | -2    | 0         | 0         | —      | —      | 21    | -24   |
| → Анкона         | Серия В          | 2008/09          | 15   | -24  | 0     | 0     | 0         | 0         | —      | —      | 15    | -24   |
| → Анкона         | Итого            | Итого            | 15   | -24  | 0     | 0     | 0         | 0         | —      | —      | 15    | -24   |
| Палермо          | Серия A          | 2009/10          | 32   | -39  | 1     | -2    | 0         | 0         | —      | —      | 33    | -41   |
| Палермо          | Серия A          | 2010/11          | 37   | -62  | 5     | -6    | 3         | -6        | —      | —      | 45    | -74   |
| Палермо          | Итого            | Итого            | 69   | -101 | 6     | -8    | 3         | -6        | —      | —      | 78    | -115  |
| Пари Сен-Жермен  | Лига 1           | 2011/12          | 38   | -41  | 2     | -1    | 1         | 0         | —      | —      | 41    | -42   |
| Пари Сен-Жермен  | Лига 1           | 2012/13          | 33   | -16  | 0     | 0     | 10        | -8        | —      | —      | 43    | -24   |
| Пари Сен-Жермен  | Лига 1           | 2013/14          | 37   | -23  | 1     | -1    | 10        | -9        | 1      | -1     | 49    | -34   |
| Пари Сен-Жермен  | Лига 1           | 2014/15          | 34   | -28  | 0     | 0     | 10        | -15       | 1      | 0      | 45    | -43   |
| Пари Сен-Жермен  | Лига 1           | 2015/16          | 3    | 0    | 9     | -6    | 0         | 0         | 0      | 0      | 12    | -6    |
| Пари Сен-Жермен  | Итого            | Итого            | 145  | -108 | 12    | -8    | 31        | -32       | 2      | -1     | 190   | -149  |
| → Севилья        | Ла Лига          | 2016/17          | 2    | -3   | 1     | -1    | 0         | 0         | —      | —      | 3     | -4    |
| → Севилья        | Итого            | Итого            | 2    | -3   | 1     | -1    | 0         | 0         | —      | —      | 3     | -4    |
| → Осасуна        | Ла Лига          | 2016/17          | 18   | -51  | 0     | 0     | 0         | 0         | —      | —      | 18    | -51   |
| → Осасуна        | Итого            | Итого            | 18   | -51  | 0     | 0     | 0         | 0         | —      | —      | 18    | -51   |
| Торино           | Серия А          | 2017/18          | 37   | -45  | 1     | -1    | 0         | 0         | —      | —      | 38    | -46   |
| Торино           | Серия А          | 2018/19          | 36   | -35  | 2     | -2    | 0         | 0         | —      | —      | 38    | -37   |
| Торино           | Серия А          | 2019/20          | 36   | -64  | 2     | -5    | 6         | -7        | —      | —      | 44    | -76   |
| Торино           | Серия А          | 2020/21          | 32   | -62  | 0     | 0     | 0         | 0         | —      | —      | 32    | -62   |
| Торино           | Итого            | Итого            | 141  | -206 | 5     | -8    | 6         | -7        | —      | —      | 152   | -221  |
| Дженоа           | Серия А          | 2021/22          | 37   | -59  | 0     | 0     | 0         | 0         | —      | —      | 37    | -59   |
| Дженоа           | Итого            | Итого            | 37   | -59  | 0     | 0     | 0         | 0         | —      | —      | 37    | -59   |
| Всего за карьеру | Всего за карьеру | Всего за карьеру | 446  | -574 | 27    | -28   | 40        | -45       | 2      | -1     | 515   | -648  |

### Международная статистика
| Сборная          | Сезон            | Товарищеские | Товарищеские | Турниры | Турниры | Всего | Всего |
| Сборная          | Сезон            | Игры         | Голы         | Игры    | Голы    | Игры  | Голы  |
| ---------------- | ---------------- | ------------ | ------------ | ------- | ------- | ----- | ----- |
| Италия           | 2010             | 1            | -1           | 1       | -1      | 2     | -2    |
| Италия           | 2012             | 2            | -4           | 0       | 0       | 2     | -4    |
| Италия           | 2013             | 3            | -2           | 0       | 0       | 3     | -2    |
| Италия           | 2014             | 3            | 0            | 1       | -1      | 4     | -1    |
| Италия           | 2015             | 2            | -2           | 2       | -3      | 4     | -5    |
| Италия           | 2016             | 1            | 0            | 1       | -1      | 2     | -1    |
| Италия           | 2018             | 2            | -3           | 0       | 0       | 2     | -3    |
| Италия           | 2019             | 0            | 0            | 5       | -1      | 5     | -1    |
| Италия           | 2020             | 2            | 0            | 0       | 0       | 2     | 0     |
| Италия           | 2021             | 0            | 0            | 2       | 0       | 2     | 0     |
| Всего за карьеру | Всего за карьеру | 16           | -12          | 12      | -7      | 28    | -19   |

### Матчи и пропущенные голы за сборную
| Матчи и пропущенные голы Сальваторе Сиригу за сборную Италии | Матчи и пропущенные голы Сальваторе Сиригу за сборную Италии | Матчи и пропущенные голы Сальваторе Сиригу за сборную Италии | Матчи и пропущенные голы Сальваторе Сиригу за сборную Италии | Матчи и пропущенные голы Сальваторе Сиригу за сборную Италии | Матчи и пропущенные голы Сальваторе Сиригу за сборную Италии |
| №                                                            | Дата                                                         | Оппонент                                                     | Счёт                                                         | Пропущенные голы                                             | Соревнование                                                 |
| ------------------------------------------------------------ | ------------------------------------------------------------ | ------------------------------------------------------------ | ------------------------------------------------------------ | ------------------------------------------------------------ | ------------------------------------------------------------ |
| 1                                                            | 10 августа 2010                                              | Кот-д’Ивуар                                                  | 0:1                                                          | 1                                                            | Товарищеский матч                                            |
| 2                                                            | 3 сентября 2010                                              | Эстония                                                      | 2:1                                                          | 1                                                            | Отборочные матчи ЧЕ-2012                                     |
| 3                                                            | 15 августа 2012                                              | Англия                                                       | 1:2                                                          | 2                                                            | Товарищеский матч                                            |
| 4                                                            | 14 ноября 2012                                               | Франция                                                      | 1:2                                                          | 2                                                            | Товарищеский матч                                            |
| 5                                                            | 31 мая 2013                                                  | Сан-Марино                                                   | 4:0                                                          | —                                                            | Товарищеский матч                                            |
| 6                                                            | 11 июня 2013                                                 | Гаити                                                        | 2:2                                                          | —                                                            | Товарищеский матч                                            |
| 7                                                            | 18 ноября 2013                                               | Нигерия                                                      | 2:2                                                          | 2                                                            | Товарищеский матч                                            |
| 8                                                            | 31 мая 2014                                                  | Ирландия                                                     | 0:0                                                          | —                                                            | Товарищеский матч                                            |
| 9                                                            | 14 июня 2014                                                 | Англия                                                       | 2:1                                                          | 1                                                            | Финальные матчи ЧМ-2014                                      |
| 10                                                           | 4 сентября 2014                                              | Нидерланды                                                   | 2:0                                                          | —                                                            | Товарищеский матч                                            |
| 11                                                           | 18 ноября 2014                                               | Албания                                                      | 1:0                                                          | —                                                            | Товарищеский матч                                            |
| 12                                                           | 28 марта 2015                                                | Болгария                                                     | 2:2                                                          | 2                                                            | Отборочные матчи ЧЕ-2016                                     |
| 13                                                           | 12 июня 2015                                                 | Хорватия                                                     | 1:1                                                          | 1                                                            | Отборочные матчи ЧЕ-2016                                     |
| 14                                                           | 16 июня 2015                                                 | Португалия                                                   | 0:1                                                          | 1                                                            | Товарищеский матч                                            |
| 15                                                           | 17 ноября 2015                                               | Румыния                                                      | 2:2                                                          | 1                                                            | Товарищеский матч                                            |
| 16                                                           | 6 июня 2016                                                  | Финляндия                                                    | 2:0                                                          | —                                                            | Товарищеский матч                                            |
| 17                                                           | 22 июня 2016                                                 | Ирландия                                                     | 0:1                                                          | 1                                                            | Финальные матчи ЧЕ-2016                                      |
| 18                                                           | 1 июня 2018                                                  | Франция                                                      | 1:3                                                          | 3                                                            | Товарищеский матч                                            |
| 19                                                           | 20 ноября 2018                                               | США                                                          | 1:0                                                          | —                                                            | Товарищеский матч                                            |
| 20                                                           | 26 марта 2019                                                | Лихтенштейн                                                  | 6:0                                                          | —                                                            | Отборочные матчи ЧЕ-2020                                     |
| 21                                                           | 8 июня 2019                                                  | Греция                                                       | 3:0                                                          | —                                                            | Отборочные матчи ЧЕ-2020                                     |
| 22                                                           | 11 июня 2019                                                 | Босния и Герцеговина                                         | 2:1                                                          | 1                                                            | Отборочные матчи ЧЕ-2020                                     |
| 23                                                           | 15 октября 2019                                              | Лихтенштейн                                                  | 5:0                                                          | —                                                            | Отборочные матчи ЧЕ-2020                                     |
| 24                                                           | 18 ноября 2019                                               | Армения                                                      | 9:1                                                          | —                                                            | Отборочные матчи ЧЕ-2020                                     |
| 25                                                           | 7 октября 2020                                               | Молдавия                                                     | 6:0                                                          | —                                                            | Товарищеский матч                                            |
| 26                                                           | 11 ноября 2020                                               | Эстония                                                      | 4:0                                                          | —                                                            | Товарищеский матч                                            |
| 27                                                           | 20 июня 2021                                                 | Уэльс                                                        | 1:0                                                          | —                                                            | Финальные матчи ЧЕ-2020                                      |
| 28                                                           | 8 сентября 2021                                              | Литва                                                        | 5:0                                                          | —                                                            | Отборочные матчи ЧМ-2022                                     |

Итого: 28 матчей / 19 пропущенных голов; 16 побед, 6 ничьих, 6 поражений.